# Luis Candelaria

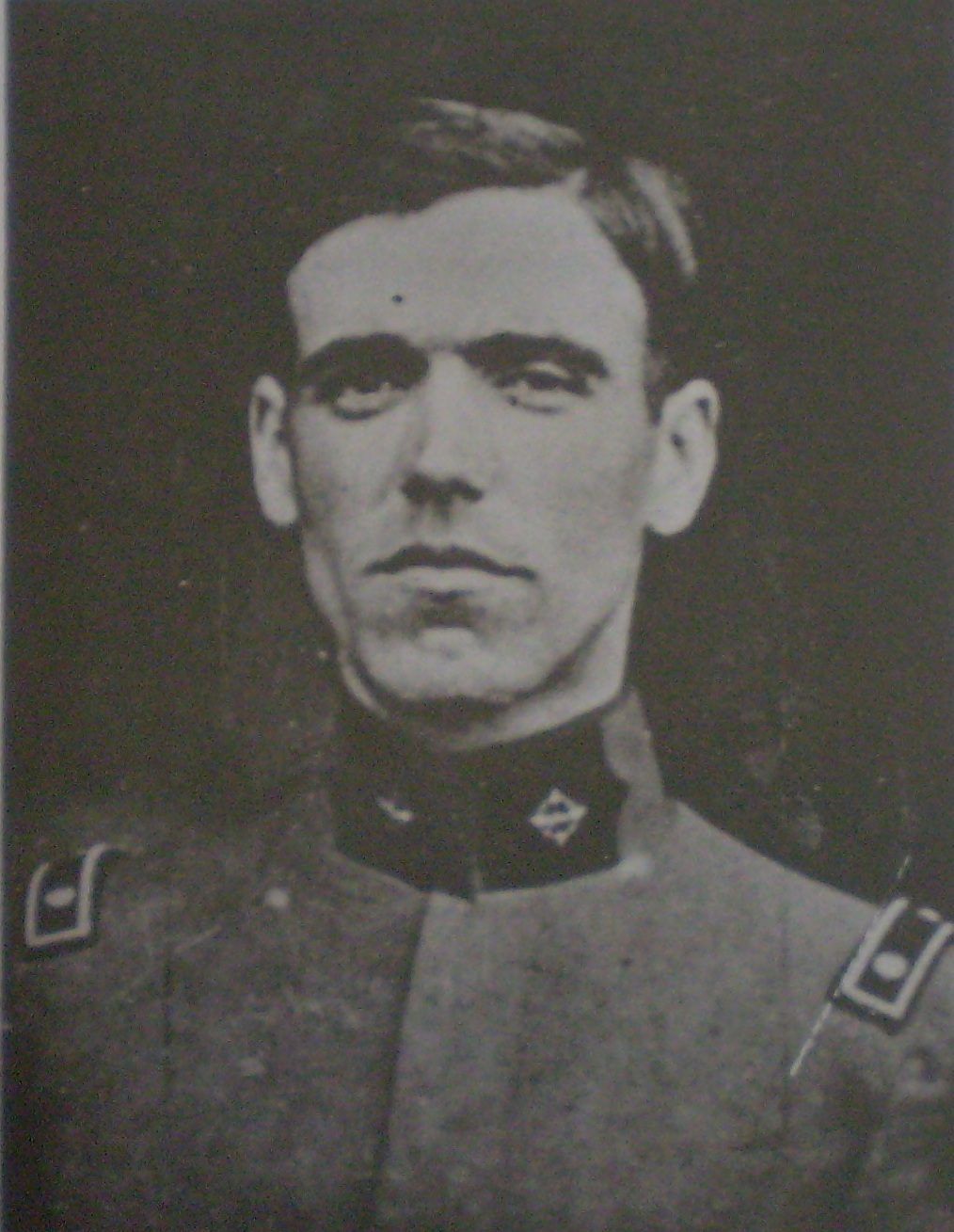
Luis Candelaria

Luis Cenobio Candelaria (* 29. Oktober 1892 in Buenos Aires; † 23. Dezember 1963 in San Miguel de Tucumán) war ein argentinischer Militäroffizier und Luftfahrtpionier. 1918 gelang ihm die erste Überquerung der Anden mit einem Flugzeug.

## Leben
Candelaria wuchs in Buenos Aires auf. 1908, kurz vor seinem 16. Geburtstag, begann er das Colegio Militar de la Nación in El Palomar zu besuchen. Dort wurde er zunächst zum Ingenieur ausgebildet, war jedoch auch von der Luftfahrt begeistert. 1917 erhielt er sein Diplom als Militärflieger. Candelaria war seinerzeit stark von den argentinischen Flugpionieren der damaligen Zeit, wie etwa Pedro Zanni oder Jorge Newbery, beeindruckt. Nach dessen Absturz 1914 kurz vor einer geplanten Andenüberquerung nahm Candelaria sich vor, selbst die Anden zu überqueren. Zunächst plante er, die Anden zwischen Mendoza und Santiago de Chile zu überqueren, doch weil es ihm an Erfahrung mangelte, wurde ihm die Starterlaubnis verweigert. Deswegen entschied er sich, es weiter südlich zu versuchen.
Am 2. April 1918 verließ er El Palomar und erreichte die argentinische Ortschaft Zapala wenige Tage später. Unterwegs musste er sein Flugzeug unter anderem mit der Eisenbahn transportieren. Begleitet wurde er von dem Mechaniker Miguel Soriano, der das Flugzeug regelmäßig wartete. Dort machte er zunächst einige Testflüge und beobachtete das Wetter. An dieser Stelle sind die Anden zwar nicht so hoch wie zwischen Santiago und Mendoza, allerdings hatte Candelaria mit starken Winden und den niedrigeren Temperaturen des Südens zu kämpfen. Am 13. April 1918 startete er um 15:30 Uhr Ortszeit schließlich mit seiner Morane-Saulnier L mit einem 80-PS-Motor und landete 2,5 Stunden später auf der chilenischen Seite nahe der Ortschaft Cunco. Damit war ihm die erste Andenüberquerung in einem Flugzeug geglückt. Dabei legte er etwa 230 Kilometer mit dem Flugzeug zurück und erreichte zwischenzeitlich über 4000 Höhenmeter. Obwohl ihn zunächst Teile der Bevölkerung und die Regionalpresse für einen argentinischen Spion hielten, wurde bald seine Leistung in den Vordergrund gerückt. Außerdem nahm er Kontakt zu Dagoberto Godoy auf, der sich auf eine Andenüberquerung zwischen Santiago de Chile und Mendoza vorbereitete, die Godoy im Dezember desselben Jahres gelang.
Nach seiner Andenüberquerung wollte er dies später wiederholen, allerdings verletzte er sich bei einem Reitunfall 1922, sodass er nicht mehr fliegen konnte. Seine Geschichte geriet mehr und mehr in Vergessenheit. Er starb 1963 verarmt in San Miguel de Tucumán. Er liegt in Zapala begraben.

## Anerkennung heute
Candelaria ist noch wenig bekannt, Dagoberto Godoy, dem die Andenüberquerung erst mehrere Monate später gelang, dafür umso mehr. Allerdings ist der Flughafen Bariloche nach Candelaria benannt, ebenso wie eine Schule in Zapala, die Escuela Primaria N°3 Teniente Aviador Luis Candelaria.